# Madame Sans-Gêne (pel·lícula de 1925)
Madame Sans-Gêne és una pel·lícula muda de la Famous Players-Lasky Corporation (la futura Paramount) dirigida per Léonce Perret i protagonitzada per Gloria Swanson. Basada en la peça teatral homònima de Victorien Sardou i Emile Moreau adaptada per Forrest Halsey, la pel·lícula es va estrenar el 17 d’abril de 1925. Es considera una pel·lícula perduda.

## Argument
Catherine Hubscher, propietària d’una bugaderia a París, és coneguda com a “Madame Sans-Gêne” pel seu caràcter despreocupat. Entre els seus clients hi ha Napoleó, un jove tinent d’artilleria i Lefebvre, un atractiu soldat, que no tenen mai prou per pagar-li la bugada. Amb l’inici de la Revolució Francesa Catherine, que ajuda de diferents maneres els revolucionaris, s'acaba casant, ben enamorada, amb Lefevre. Més tard Napoleó esdevé emperador i Lefebvre és nomenat mariscal de camp amb el títol de duc de Danzig. Catherine es converteix doncs en la duquessa de Danzig però la seva manca d’etiqueta escandalitza la cort i les germanes de Napoleó, Carolina, i Eliza. Aquest ordena a Lefebvre que es divorciï d'ella, però aconsegueix que l'emperador canviï d’idea quan ella li recorda les seves despeses de roba impagades i el seu fidel servei a l'exèrcit durant la Revolució. Just aleshores Napoleó intercepta un intent de l'ambaixador austríac, Neipperg, de comunicar-se amb l'emperadriu i ordena que sigui afusellat. Més tard s'assabenta que l'emperadriu és innocent i se li ha mantingut fidel. Fouché, un altre amic dels vells temps, informa a Napoleó que havia aturat l'execució i que Neipperg es trobava de camí cap a Àustria. Sans Gene, perdonada, troba la felicitat amb el seu marit.

## Repartiment
- Gloria Swanson (Catherine Hubscher)
- Émile Drain (Napoleó Bonaparte)
- Charles de Rochefort (Le Febvre)
- Madeleine Guitty (La Rousette)
- Warwick Ward (Neipperg)
- Henry Favieres (Joseph Fouché)
- Renee Heribel (Princesa Eliza de Bacciocni)
- Suzanne Bianchetti (l’Emperadriu Marie Louise)
- Denise Lorys (Madame de Bulow)
- Arlette Marchal (Caroline, reina de Nàpols)
- Jacques Marney (Savary, ministre de la policia)

## Producció
La pel·lícula es va filmar a França amb el director i la majoria dels actors secundaris d’origen francès per lo que la productora contractà un intèrpret per a la gran estrella de la productora. Aquest fou Henri de la Falaise, el qual acabaria esdevenint el tercer marit de Gloria Swanson el gener de 1926. Es tractava de la primera gran coproducció entre França i els Estats Units i la Swanson, amb l’ajut del director va acabar aconseguint filmar en llocs que fins aquells moment havien estat impensables com el Palau de Fontainebleau, el Chateau de Malmaison i el Chateau de Compiènge. La pel·lícula costà uns 700.000 dòlars, i obtingué uns guanys de 1.100.000 dòlars. Una bona part del pressupost fou per al vestuari de la gran quantitat d’actors que intervenien en la pel·lícula, fets pel dissenyador suís René Hubert.